# Gu Chaohao
Gu Chaohao (en chino, 谷超豪; pinyin, Gǔ Chāoháo; Wade-Giles, Ku Ch'aohao; 15 de mayo de 1926 – 24 de junio de 2012) fue un matemático chino. En 1948, se graduó por la  Universidad Nacional de Zhejiang (hoy Universidad de Zhejiang), y en 1959, recibió un doctorado en física y en matemática por la Universidad Estatal M.V. Lomonósov de Moscú. 
Se dedicó principalmente a la investigación sobre ecuaciones diferenciales parciales, geometría diferencial, solitones, y de física matemática. En particular, resolvió matemáticamente el problema del flujo supersónico alrededor del viento y promovió una serie de investigaciones relacionadas con flujos, tanto en China como en el extranjero. Primero presentó la teoría sistemática de las ecuaciones diferenciales parciales de tipo mixto en varias variables; y, logró avances significativos en la estructura matemática de los campos de medición, los mapas de onda y la teoría de solitones en el espacio-tiempo de alta dimensión.
En 1979, el profesor Gu fue a trabajar con su colega el Prof. C. N. Yang en la Universidad Estatal de Nueva York en Stony Brook, y pasaron varias semanas para entonces visitó el Instituto Courant de Ciencias Matemáticas en la Universidad de Nueva York.
Se desempeñó como vicerrector de la Universidad de Fudan; y, desde 1988 hasta 1993, como rector de la Universidad de Ciencia y Tecnología de China. 

## Honores

### Galardones[3]
- 1982: ganó Premio de 2ª clase por Ciencias Naturales Nacionales;
- 1985 y 1986: ganó los Premios de 1ª clase de la Comisión de Educación del Estado;
- 1995: ganó el Premio de Matemática Hua Luogeng;
- 1995: la Fundación Ho Leung Lee le otorgó el Premio al Avance en Ciencia y Tecnología.
- 2009: recibió el Premio Máximo de Ciencia y Tecnología.

### Membresías
En 1980, fue elegido académico de la Academia China de las Ciencias.
De 1998 a 2003, miembro del Comité Permanente del 9º Comité Nacional de la CCPPCh.

## Obra

### Algunas publicaciones
- Gu Chaohao, Hu H, Zhou Xixiang:Darboux Transformations in Integrable Systems 2005 Springer, ISBN 978-1-4020-3087-1

- Gu Chaohao Ed:Soliton Theory and Its Applications,Springer ISBN 9780387571126

- Differential Geometry and Differential Equations:Proceedings of a Symposium,Shanghai, 1985, Editors: M. Berger, Gu Chaohao, R.L. Bryant, Springer ISBN 9780387178493

- Gu Chaohao, Li Ta-Tsien, Hu Hesheng: Differential Geometry and Related Topics, World Scientific Pub Co, Singapore  ISBN 9789812381880

- Gu Chaohao, Li Yishen Ed, Nonlinear Physics: Proceedings of the International Conference, Shanghai, Peoples Rep of China, 24–30 de abril de 1989 Springer, ISBN 0387523898